# 奥拉宁鲍姆-沃利茨
奥拉宁鲍姆-沃利茨（德語：Oranienbaum-Wörlitz，發音：[oˈʁaːniənˌbaʊm ˈvœʁlɪts]）是德国萨克森-安哈尔特州维滕贝格县的城市，面积115.16平方千米，2023年12月31日人口为8,065人。该市镇于2011年1月1日由原市镇奥拉宁鲍姆、沃利茨、布兰德霍斯特、戈劳、格里森、霍斯特多夫、卡考、雷森、里西克、福克罗德合并而成。